# Chronixx
Jamar McNaughton Jr (* 10. Oktober 1992), besser bekannt als Chronixx, ist ein jamaikanischer Reggae-Künstler. Der Bühnenname leitet sich von "Little Chronicle" ab, eine Abwandlung des Künstlernamens seines Vaters "Chronicle", eines bekannten Dub- und Reggae-Sängers.
Chronixx gilt neben Künstlern wie Dre Island, Jah Bouks, Jah9, Protoje, Kelissa, Jesse Royal, Keznamdi und Kabaka Pyramid als einer der wichtigsten Vertreter des Reggae Revival.

## Musikalische Karriere
Chronixx wuchs in einer musikalischen Familie auf und begann schon in der Kindheit, Musik zu schreiben. Im Alter von 14 produzierte er erstmals Riddims für andere Künstler wie Konshens.
Seit 2009 schreibt er auch Songs für sich selbst. Eine große Bekanntheit erreichte er 2012, als Radiostationen in Jamaika seine Musik aufgriffen und er daraufhin auf allen größeren Festivals auftrat. 2013 war er auf dem Major-Lazer-Mixtape Start a Fire vertreten.
Inzwischen hat er auch eine beachtliche Fanschar in den USA, Europa und Afrika. So trat er am 22. Juli 2014 in der Tonight Show mit Jimmy Fallon auf und gab ein Konzert im New Yorker Central Park. In seiner Musik thematisiert Chronixx Rastafarianismus, Jamaika und die gesellschaftlichen und politischen Probleme des Landes, aber auch Liebe und Beziehungen.

## Diskografie
Alben
- 2017: Chronology

Mixtapes
- 2012: Start a Fire (mit Major Lazer)
- 2016: Roots & Chalice (mit Federation Sound)

EPs
- 2011: Hooked on Chronixx
- 2014: Dread & Terrible

Singles
- 2013: Mi Alright
- 2013: Access Granted
- 2013: World Under Siege
- 2013: Alpha and Omega
- 2013: Most I
- 2013: Thanks and Praise
- 2013: Here Comes Trouble
- 2013: Selassie Souljahz
- 2013: Smile Jamaica
- 2013: Aint No Giving In
- 2014: Perfect Tree
- 2014: Who Knows (Protoje feat. Chronixx, UK: Silber (Warner Records) + Silber (Mr Bongo))[10]
- 2014: Prayer
- 2016: Sell My Gun
- 2016: Out Deh
- 2019: Eternal Light (Free Nationals feat. Chronixx, US: Gold)
- 2020: Dela Move
- 2020: Same Prayer
- 2020: So Brutal